# Agaronia biraghii
Agaronia biraghii là một loài ốc biển, là động vật thân mềm chân bụng sống ở biển trong họ Olividae, ốc ôliu.

## Miêu tả
Mẫu định danh của loài có chiều dài khoảng 6,1 cm (2,4 inch). A. biraghii thể hiện hành vi săn mồi. 

## Phân bố
A. biraghii đã được ghi nhận xuất hiện dọc theo vịnh Guinea, bao gồm cả cửa sông Komo của Gabon và trên bờ biển Pointe-Noire, Cộng hòa Congo.